# CYB5R3
NADH-цитохром-b5-редуктаза 3 (англ. Cytochrome b5 reductase 3) — білок, який кодується геном CYB5R3, розташованим у людей на короткому плечі 22-ї хромосоми. Довжина поліпептидного ланцюга білка становить 301 амінокислот, а молекулярна маса — 34 235.
| 10         |  | 20         |  | 30         |  | 40         |  | 50         |
| ---------- |  | ---------- |  | ---------- |  | ---------- |  | ---------- |
| MGAQLSTLGH |  | MVLFPVWFLY |  | SLLMKLFQRS |  | TPAITLESPD |  | IKYPLRLIDR |
| EIISHDTRRF |  | RFALPSPQHI |  | LGLPVGQHIY |  | LSARIDGNLV |  | VRPYTPISSD |
| DDKGFVDLVI |  | KVYFKDTHPK |  | FPAGGKMSQY |  | LESMQIGDTI |  | EFRGPSGLLV |
| YQGKGKFAIR |  | PDKKSNPIIR |  | TVKSVGMIAG |  | GTGITPMLQV |  | IRAIMKDPDD |
| HTVCHLLFAN |  | QTEKDILLRP |  | ELEELRNKHS |  | ARFKLWYTLD |  | RAPEAWDYGQ |
| GFVNEEMIRD |  | HLPPPEEEPL |  | VLMCGPPPMI |  | QYACLPNLDH |  | VGHPTERCFV |
| F          |  |            |  |            |  |            |  |            |

A: Аланін

C: Цистеїн

D: Аспарагінова кислота

E: Глутамінова кислота

F: Фенілаланін

G: Гліцин

H: Гістидин

I: Ізолейцин

K: Лізин

L: Лейцин

M: Метіонін

N: Аспарагін

P: Пролін

Q: Глутамін

R: Аргінін

S: Серин

T: Треонін

V: Валін

W: Триптофан

Цей білок за функцією належить до оксидоредуктаз.
Задіяний у таких біологічних процесах як метаболізм ліпідів, метаболізм холестеролу, метаболізм стероїдів, метаболізм стеролів, біосинтез ліпідів, біосинтез холестеролу, біосинтез стероїдів, біосинтез стеролів.
Білок має сайт для зв'язування з НАД, ФАД, флавопротеїном.
Локалізований у цитоплазмі, мембрані, мітохондрії, ендоплазматичному ретикулумі, зовнішній мембрані мітохондрій.